# Уоррен, Розанна
Розанна Уоррен (Rosanna Phelps Warren; род. 27 июля 1953, Фэрфилд, Коннектикут) — американская поэтесса и учёный. Член Американской академии искусств и литературы, Американской академии искусств и наук и Американского философского общества (2015), профессор Чикагского университета (с 2012), прежде преподавала в Бостонском университете. Лауреат различных отличий.
Родилась в семье писателей Роберта Пенна Уоррена и Eleanor Clark. Окончила Йельский университет в 1976 году как бакалавр живописи, изучала там также сравнительную литературу. В 1980 году получила степень магистра на писательских семинарах в Университете Джонса Хопкинса. До 2011 года преподавала в Бостонском университете. С 2012 года именной заслуженный сервис-профессор (Hanna Holborn Gray Distinguished Service Professor) Чикагского университета.
Автор книги литературной критики Fables of the Self: Studies in Lyric Poetry (2008).